# Norton Commando PR
La Norton 750 Commando PR è una motocicletta sportiva prodotta dalla casa Norton Motorcycle Company dal 1970 al 1974.

## Il contesto
Già a partie dal 1967 le Norton Commando vennero elaborate da molti rivenditori per essere utilizzate nella competizioni riservate alle moto derivate di serie. Condotte da piloti come Paul Smart e Mick Andrews conquistarono onorevoli piazzamenti anche in gare importanti come il Tourist Trophy. Ciò fece decidere la Norton ad approntare un allestimento sportivo della "Commando" denominato "Production Racer" e subito ribattezzato dagli appassionati inglesi "Yellow Peril" (Pericolo Giallo), a causa dell'unica colorazione in cui veniva prodotta.
Per la cronaca, la prima "Commando PR" costruita, non ancora dotata del caratteristico cupolino a code lunghe, venne inviata in Italia per debuttare nelle gare della Temporada romagnola. Affidata alla Scuderia Speedy Gonzales di Franco Farné e condotta da Giuliano Ermanno, esordì con una vittoria alla 100 Miglia di Imola del 1970.

## La "Commando PR"

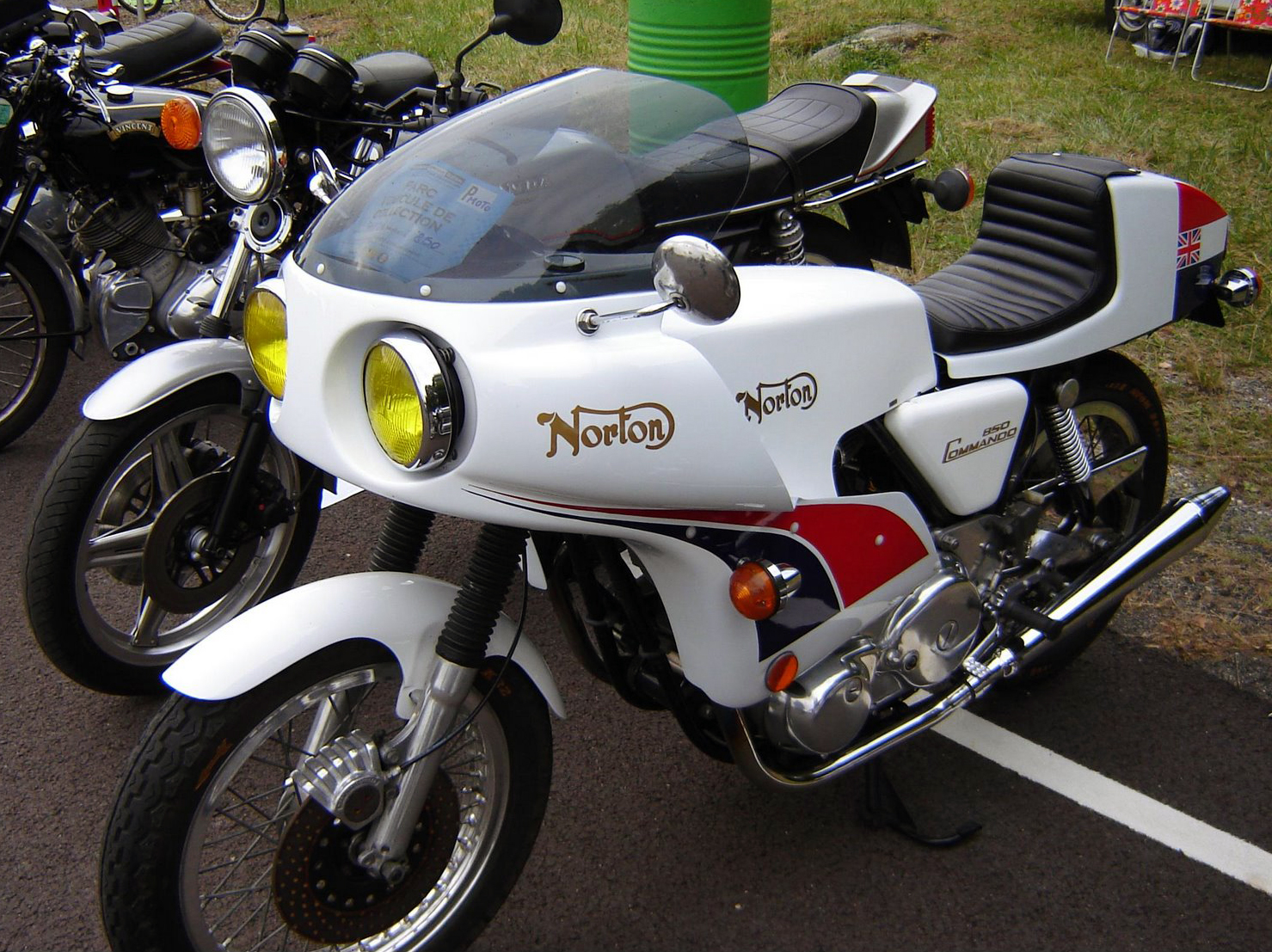
La "Commando 850 John Player"

La diversità tra la normale "Commando" e la "PR" non è radicale e va cercata in una serie di piccole modifiche fatte su una base telaistica di buon livello, ben calibrata sulla modesta potenza del motore. Quest'ultimo, infatti, è dotato di un albero a camme speciale tipo "S3" accuratamente bilanciato che consente una potenza presunta da 67 Cv a 7.000 giri/min, con possibilità di raggiungere i 7.400 giri.
Esternamente è facile notare le differenze, consistenti nel gruppo cupolino, serbatoio e sella monoposto con codino porta-numero. Per la parte ciclistica, il telaio risulta rinforzato in più punti e l'angolo del cannotto di sterzo leggermente aumentato per dare maggiore stabilità alle velocità elevate. L'irrigidimento delle sospensioni, le ruote a raggi in lega leggera e il grosso freno a disco anteriore Lockheed-Norton erano le novità più importanti. Il freno posteriore è il normale tamburo delle "Commando" di serie, dotato di tre fori supplementari per il raffreddamento e di guarnizioni ad attrito elevato. Completava la trasformazione il posizionamento arretrato delle pedane e dei comandi freno-cambio a leva singola.
La "Yellow Peril" venne messa in listino allo stratosferico prezzo di 1.900.000 lire franco dogana. Con la stessa cifra, nel 1970, si poteva acquistare una "Duetto".
Nel 1973, in omaggio allo sponsor e alla vittoria di Peter Williams nella classe 750 del Tourist Trophy la "Production Racer" venne ribattezzata "John Player" e dotata dei colori ufficiali del team, con carenatura più estesa e doppio faro anteriore. Poteva essere equipaggiata, a richiesta, anche con il nuovo motore da 829 cc che da quell'anno sostituì la precedente versione sui modelli di serie.

## La produzione
Nella totale incertezza sui numeri di produzione si riflette lo stato di difficoltà in cui si dibatteva all'epoca l'azienda. Non era infatti prevista una numerazione diversa per i telai e per i motori che venivano modificati artigianalmente da un reparto corse ormai in disarmo. Ad aggravare l'insicurezza delle cifre anche il fatto che la struttura telaistica della "Commando PR" e della "Commando" sono pressoché identiche. Nella sostanza qualunque possessore di una "commando" con motore "Combat" poteva trasformare la sua moto in "PR" semplicemente montando i pezzi meccanici e le sovrastrutture fornite dalla Norton o dalle aziende costruttrici della componentistica, ottenendo un modello del tutto identico e, di fatto, completamente originale. Detta premessa può far comprendere la differenza tra i circa 200 esemplari prodotti stimati dagli esperti e i 93 esemplari prodotti stimati da Norton Owner Club. Di certo si sa che il primo "PR" prodotto nel 1970 portava il numero di serie 135262 e l'ultimo, denominato "JP", fu prodotto nel 1974 con il numero 145183.